# Koordinacioni broj
Koordinacioni broj predstavlja broj atoma, jona ili molekula koje centralni atom ili jon drzi oko sebe u kompleksnom jedinjenju (kompleksu) ili u kristalu, to jest broj atoma, jona ili molekula sa kojima je direktno povezan σ-vezom (sigma vezom).
Na primer, atom metala ima koordinacioni broj 8 u jedinjenjima [Mo(CN)8]4- i [Sr(H2O)8]2+; koordinacioni broj 7 u kompleksu [ZrF7]3-; koordinacioni broj 4 u kompleksima [Zn(CN)4]2-, [Cu(CN)4]3- i [Ni(CN)4]4-; koordinacioni broj 2 u kompleksima [Ag(NH3)2]+, [AuCl2]- i [HgCl2]. 
Zabeleženi su koordinacioni brojevi od 2 do 9 u kompleksima; veći koordinacioni brojevi postoje ali su retki. Neki atom ili jon ne mora imati samo jedan karakterističan koordinacioni broj, na primer jon aluminijuma Al3+ ima koordinacioni broj 4 u [AlCl4]-, ali i koordinacioni broj 6 u [AlF6]3-..

## Spoljašnje veze
- Geometrija kompleksa u zavisnosti od koordinacionog broja: http://wwwchem.uwimona.edu.jm/courses/IC10Kcn.html